# Роніссон Брандао
Роніссон Сантьяго Брандао (брет. Ronison Santiago Brandão; нар. 1 грудня 1990) — бразильський борець греко-римського стилю, триразовий чемпіон, срібний та бронзовий призер чемпіонатів Південної Америки, дворазовий бронзовий призер Панамериканських чемпіонатів, бронзовий призер Південноамериканських ігор.

## Життєпис
Боротьбою почав займатися з 2005 року. У 2009 році став бронзовим призером Панамериканського чемпіонату серед юніорів.
Тренується в Науково-дослідному центрі олімпійської підготовки, Сан-Паулу. Тренери — Лусімар Медейрос, Феліпе Маседо (з 2014).

## Спортивні результати на міжнародних змаганнях

### Виступи на Чемпіонатах світу
| Змагання                        | Збірна   | Вагова категорія                 | Місце |
| ------------------------------- | -------- | -------------------------------- | ----- |
| Чемпіонат світу з боротьби 2015 | Бразилія | греко-римська боротьба, до 85 кг | 32    |
| Чемпіонат світу з боротьби 2022 | Бразилія | греко-римська боротьба, до 87 кг | 28    |

### Виступи на Панамериканських чемпіонатах
| Змагання                                   | Збірна   | Вагова категорія                 | Місце  |
| ------------------------------------------ | -------- | -------------------------------- | ------ |
| Панамериканський чемпіонат з боротьби 2013 | Бразилія | греко-римська боротьба, до 84 кг | 5      |
| Панамериканський чемпіонат з боротьби 2014 | Бразилія | греко-римська боротьба, до 85 кг | 7      |
| Панамериканський чемпіонат з боротьби 2015 | Бразилія | греко-римська боротьба, до 85 кг | 15     |
| Панамериканський чемпіонат з боротьби 2016 | Бразилія | греко-римська боротьба, до 85 кг | 5      |
| Панамериканський чемпіонат з боротьби 2017 | Бразилія | греко-римська боротьба, до 85 кг | 7      |
| Панамериканський чемпіонат з боротьби 2019 | Бразилія | греко-римська боротьба, до 87 кг | 8      |
| Панамериканський чемпіонат з боротьби 2020 | Бразилія | греко-римська боротьба, до 87 кг | Бронза |
| Панамериканський чемпіонат з боротьби 2021 | Бразилія | греко-римська боротьба, до 87 кг | Бронза |

### Виступи на Чемпіонатах Південної Америки
| Змагання                                    | Збірна   | Вагова категорія                 | Місце  |
| ------------------------------------------- | -------- | -------------------------------- | ------ |
| Чемпіонат Південної Америки з боротьби 2011 | Бразилія | греко-римська боротьба, до 84 кг | Срібло |
| Чемпіонат Південної Америки з боротьби 2015 | Бразилія | греко-римська боротьба, до 85 кг | Золото |
| Чемпіонат Південної Америки з боротьби 2016 | Бразилія | греко-римська боротьба, до 85 кг | Бронза |
| Чемпіонат Південної Америки з боротьби 2017 | Бразилія | греко-римська боротьба, до 85 кг | Золото |
| Чемпіонат Південної Америки з боротьби 2019 | Бразилія | греко-римська боротьба, до 87 кг | Золото |

### Виступи на Південноамериканських іграх
| Змагання                       | Збірна   | Вагова категорія                 | Місце  |
| ------------------------------ | -------- | -------------------------------- | ------ |
| Південноамериканські ігри 2014 | Бразилія | греко-римська боротьба, до 85 кг | Бронза |

### Виступи на інших змаганнях
| Змагання                                                      | Збірна   | Вагова категорія                 | Місце  |
| ------------------------------------------------------------- | -------- | -------------------------------- | ------ |
| Cerro Pelado International 2013                               | Бразилія | греко-римська боротьба, до 84 кг | Бронза |
| Літня Універсіада 2013                                        | Бразилія | греко-римська боротьба, до 84 кг | 12     |
| Кубок Бразилії з боротьби 2013                                | Бразилія | греко-римська боротьба, до 84 кг | Золото |
| Кубок Гранми з боротьби 2014                                  | Бразилія | греко-римська боротьба, до 85 кг | Бронза |
| Кубок Бразилії з боротьби 2014                                | Бразилія | греко-римська боротьба, до 85 кг | Срібло |
| Кубок Бразилії з боротьби 2015                                | Бразилія | греко-римська боротьба, до 85 кг | Срібло |
| Гран-прі Парижа з боротьби 2016                               | Бразилія | греко-римська боротьба, до 85 кг | Золото |
| Олімпійський кваліфікаційний турнір з боротьби 2016 (Фріско)  | Бразилія | греко-римська боротьба, до 85 кг | 5      |
| Олімпійський кваліфікаційний турнір з боротьби 2016 (Стамбул) | Бразилія | греко-римська боротьба, до 85 кг | 23     |
| Кубок Бразилії з боротьби 2016                                | Бразилія | греко-римська боротьба, до 85 кг | Золото |
| Кубок Бразилії з боротьби 2017                                | Бразилія | греко-римська боротьба, до 85 кг | Срібло |
| Чемпіонат світу з боротьби серед військовослужбовців 2018     | Бразилія | греко-римська боротьба, до 87 кг | 11     |
| Меморіал Маттео Пелліконе 2020                                | Бразилія | греко-римська боротьба, до 87 кг | 10     |
| Олімпійський кваліфікаційний турнір з боротьби 2020 (Оттава)  | Бразилія | греко-римська боротьба, до 87 кг | 10     |
| Кубок Владислава Пітласинські 2021                            | Бразилія | греко-римська боротьба, до 87 кг | 14     |
| Чемпіонат світу з боротьби серед військовослужбовців 2021     | Бразилія | греко-римська боротьба, до 87 кг | 9      |

### Виступи на змаганнях молодших вікових груп
| Змагання                                                 | Збірна   | Вагова категорія                 | Місце  |
| -------------------------------------------------------- | -------- | -------------------------------- | ------ |
| Панамериканський чемпіонат з боротьби серед юніорів 2009 | Бразилія | греко-римська боротьба, до 84 кг | Бронза |